# Табановац
Табановац је насеље у Србији у општини Петровац на Млави у Браничевском округу. Према попису из 2022. било је 736 становника.

## Демографија
У насељу Табановац живи 1027 пунолетна становника, а просечна старост становништва износи 44,5 година (42,6 код мушкараца и 46,4 код жена). У насељу има 256 домаћинстава, а просечан број чланова по домаћинству је 3,73.
Ово насеље је великим делом насељено Србима (према попису из 2011. године).
|  |

| Демографија | Демографија | Демографија |
| Година      | Становника  | Становника  |
| ----------- | ----------- | ----------- |
| 1948.       | 1.357       |             |
| 1953.       | 1.405       |             |
| 1961.       | 1.413       |             |
| 1971.       | 1.405       |             |
| 1981.       | 1.403       |             |
| 1991.       | 1.323       | 1.065       |
| 2002.       | 955         | 1.309       |
| 2011.       | 1.027       |             |

| Етнички састав према попису из 2002.‍ | Етнички састав према попису из 2002.‍ | Етнички састав према попису из 2002.‍ | Етнички састав према попису из 2002.‍ | Етнички састав према попису из 2002.‍ |
| ------------------------------------ | ------------------------------------ | ------------------------------------ | ------------------------------------ | ------------------------------------ |
|                                      |                                      |                                      |                                      |                                      |
| Срби                                 | Срби                                 |                                      | 946                                  | 99,05%                               |
| Румуни                               | Румуни                               |                                      | 7                                    | 0,73%                                |
| Мађари                               | Мађари                               |                                      | 1                                    | 0,10%                                |
| Југословени                          | Југословени                          |                                      | 1                                    | 0,10%                                |
| непознато                            | непознато                            |                                      | 0                                    | 0,0%                                 |

| Година пописа     | 1948. | 1953. | 1961. | 1971. | 1981. | 1991. | 2002. |
| ----------------- | ----- | ----- | ----- | ----- | ----- | ----- | ----- |
| Број домаћинстава | 293   | 299   | 313   | 312   | 296   | 278   | 256   |

| Број чланова      | 1  | 2  | 3  | 4  | 5  | 6  | 7  | 8 | 9 | 10 и више | Просек |
| ----------------- | -- | -- | -- | -- | -- | -- | -- | - | - | --------- | ------ |
| Број домаћинстава | 42 | 45 | 39 | 40 | 34 | 28 | 18 | 8 | 2 | 0         | 3,73   |

| Пол    | Укупно | Неожењен/Неудата | Ожењен/Удата | Удовац/Удовица | Разведен/Разведена | Непознато |
| ------ | ------ | ---------------- | ------------ | -------------- | ------------------ | --------- |
| Мушки  | 379    | 73               | 258          | 33             | 15                 | 0         |
| Женски | 410    | 48               | 262          | 81             | 19                 | 0         |
| УКУПНО | 789    | 121              | 520          | 114            | 34                 | 0         |

| Пол    | Укупно                    | Пољопривреда, лов и шумарство | Рибарство                            | Вађење руде и камена | Прерађивачка индустрија       |
| ------ | ------------------------- | ----------------------------- | ------------------------------------ | -------------------- | ----------------------------- |
| Мушки  | 239                       | 203                           | 0                                    | 0                    | 2                             |
| Женски | 152                       | 133                           | 0                                    | 0                    | 1                             |
| УКУПНО | 391                       | 336                           | 0                                    | 0                    | 3                             |
| Пол    | Производња и снабдевање   | Грађевинарство                | Трговина                             | Хотели и ресторани   | Саобраћај, складиштење и везе |
| Мушки  | 0                         | 4                             | 13                                   | 3                    | 1                             |
| Женски | 0                         | 1                             | 8                                    | 1                    | 0                             |
| УКУПНО | 0                         | 5                             | 21                                   | 4                    | 1                             |
| Пол    | Финансијско посредовање   | Некретнине                    | Државна управа и одбрана             | Образовање           | Здравствени и социјални рад   |
| Мушки  | 0                         | 1                             | 3                                    | 2                    | 1                             |
| Женски | 0                         | 0                             | 0                                    | 5                    | 1                             |
| УКУПНО | 0                         | 1                             | 3                                    | 7                    | 2                             |
| Пол    | Остале услужне активности | Приватна домаћинства          | Екстериторијалне организације и тела | Непознато            | Непознато                     |
| Мушки  | 3                         | 1                             | 0                                    | 2                    | 2                             |
| Женски | 1                         | 0                             | 0                                    | 1                    | 1                             |
| УКУПНО | 4                         | 1                             | 0                                    | 3                    | 3                             |